# Комунистички злочин (Пољска)
Комунистички злочин (пољ. zbrodnie komunistyczne) је концепт у пољском кривично-правном систему, који се на сличан начин користи и у другим земљама источне и средње Европе. Појам означава кривична дела, која су почињена или спроведена од стране званичника и службеника комунистичких режима.
У пољском кривичном праву комунистички злочин је супресивни чин спроведен од стране функционера комунистичке државе, између 17. септембра 1939. године (дан совјетске окупације Пољске]]) и 31. децембра 1989. године (Пад комунизма у Пољској)
Концепт је уведен у 1998. године и дорађиван је више пута. Концепт је развијен како би се олакшале истраге и казнено процесуирање комунистичких злочина. Израз је концепцијски сличан концепцији националсоцијалистичких злочина.
Комунистичке злочине испитује првенствено Пољски Институт националног сећања, који је утврђен за истраге против комунистичких починилаца. Дана 31. марта 2006. године оптужен је због комунистичких злочина бивши председник комунистичког државног већа Војћех Јарузелски
У Чешкој истраге води Канцеларија за документацију и истраживање комунистичких злочина против починилаца. Установа је основана 1. јануар 1995. године одлуком министра унутрашњих послова.
Комунистички симболи (као Срп и чекић, петокрака звезда или химна СССР) су у Пољској (од 2009), Мађарској (од 1994), Литванија и Летонија (од 2008) уставно правно забрањени.
Република Мађарска је у јуну 2010. године усвојила закон који забрањује порицање комунистичких злочина. Ко геноцид или друге злочине против човечности почињене од стране националсоцијалистичког или комунистичког система пориче, или умањује његове димензије може бити кажњен затвором до три године.